# Special Female Force
Special Female Force, é um filme honconguês de 2016 dirigido por Wilson Chin e estrelado por Eliza Sam, Joyce Cheng e Tong Bing Yu.

## Sinopse
Vinte anos atrás, a mãe de Eliza é morta durante uma missão na Tailândia. Fa ( Eliza Sam ) decide juntar-se a uma academia de polícia, em Hong Kong, lá, ela conhece 5 novos amigos (Anita Chui, Cathryn Lee, Mandy Ho, Joyce Cheng e Jeana Ho, juntas, decidem formando um grupo especial de elite composta por seis mulheres, preparadas para caçar o terrorista Gu Zhi Jin, o homem que matou a mãe de Fa.  

## Elenco
- Eliza Sam
- Anita Chui
- Cathryn Lee
- Mandy Ho
- Joyce Cheng
- Jeana Ho

- Chris Tang
- Jacky Cai
- Tong Bing Yu
- Stephy Tang